# Албероне (Тревизо)
Албероне (итал. Alberone) је насеље у Италији у округу Тревизо, региону Венето.
Према процени из 2011. у насељу је живело 810 становника. Насеље се налази на надморској висини од 55 м.